# (105222) Oscarsaa
(105222) Oscarsaa est un astéroïde de la ceinture principale.

## Description
(105222) Oscarsaa est un astéroïde de la ceinture principale. Il fut découvert le 31 juillet 2000 à Cerro Tololo par Marc W. Buie. Il présente une orbite caractérisée par un demi-grand axe de 2,19 UA, une excentricité de 0,09 et une inclinaison de 5,6° par rapport à l'écliptique.

## Compléments